# Nérac
Nérac ist eine französische Stadt mit 6937 Einwohnern (Stand 1. Januar 2022) im Département Lot-et-Garonne in der Region Nouvelle-Aquitaine. Die Stadt ist Verwaltungssitz des Arrondissements Nérac und des Gemeindeverbandes Albret Communauté.

## Geografie
Nérac liegt am Fluss Baïse, einem linken Nebenfluss der Garonne. Die Stadt liegt im Weinbaugebiet Buzet.

## Geschichte
- Der Höhepunkt der Stadt liegt im 16. Jahrhundert, als die Familie d’Albret, die sich hier im 11. Jahrhundert niedergelassen hatte, infolge der Ehe Johanns von Albret mit Katharina von Navarra, im Jahre 1484 Könige von Navarra wurden.
- 1527 heiratete ihr Sohn Heinrich II. die Schwester von Franz I., Margarete von Navarra, eine der ersten Schriftstellerinnen in der französischen Sprache (Heptaméron). Sie zog in Nérac viele Humanisten und Schriftsteller an.
- Seine Tochter, Johanna III., heiratete 1548 Antoine de Bourbon und konvertiert zur protestantischen Religion. Johanna III., die Königin von Navarra (Protestantin), und Katharina von Medici, die Königin von Frankreich (Katholikin), verheiraten 1572 ihre Kinder: Heinrich III. von Navarra und Margarete von Valois (Königin Margot). Kurz vorher verstorben, ist Johanna bei dieser „Bluthochzeit“ nicht mehr anwesend: Katharina nutzt die Ankunft der protestantischen Führer in Paris und befiehlt das Massaker der Bartholomäusnacht. Sie hält ihren Schwiegersohn im Louvre bis 1576 gefangen. Nach seiner Freilassung kehrt er nach Nérac zurück und führte 1578–1579 Verhandlungen mit Katharina von Medici, woraus das Edikt von Nérac, ein früher Vorläufer des Ediktes von Nantes (1598) hervorging, das die Religionsfreiheit regelte. Später wird Heinrich III. von Navarra-Bourbon-Albret König von Frankreich unter dem Namen Heinrich IV., nachdem Heinrich III. von Frankreich ohne Nachkommenschaft (1589) gestorben ist. Man kennt den Ausspruch des Betroffenen: „Paris ist eine Messe wert!“
- Im 17. Jahrhundert lehnte sich die Stadt unter Ludwig XIII. auf und wurde von Henri de Lorraine, duc de Mayenne, 1621 eingenommen und ihre Befestigungen geschleift.

## Bevölkerungsentwicklung
| Jahr      | 1962 | 1968 | 1975 | 1982 | 1990 | 1999 | 2007 | 2017 |
| Einwohner | 6417 | 7061 | 7156 | 6828 | 7015 | 6787 | 6877 | 6827 |

Quellen: annuaire-mairie und INSEE

## Sehenswürdigkeiten

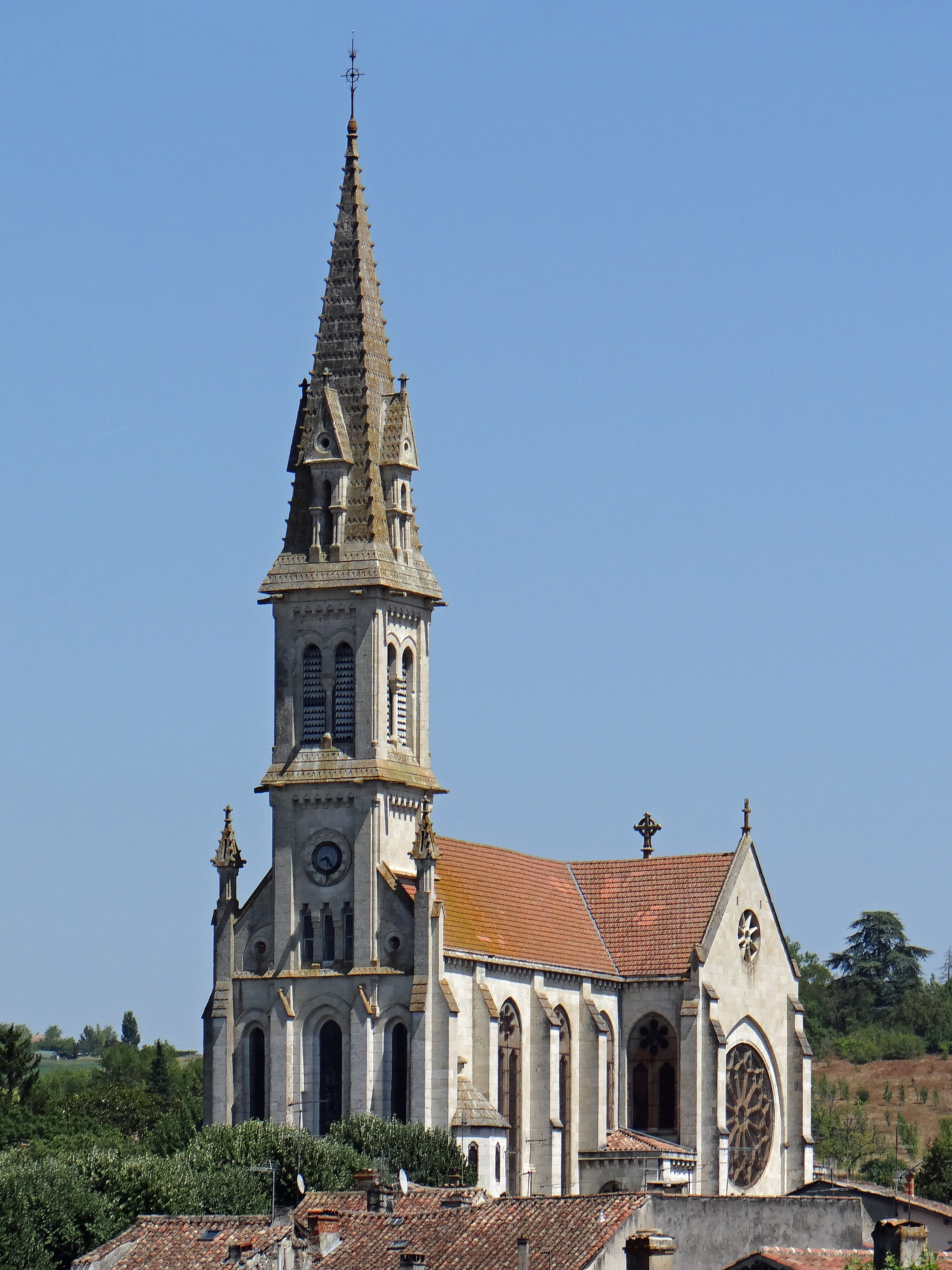
Kirche Notre-Dame

- Museum der Familie d’Albret im Schloss Nérac
- Kirche Notre-Dame
- Alte Brücke über die Baïse
- Kai-Anlagen an der Baïse

## Städtepartnerschaft
- Madridejos, Provinz Toledo, Spanien

## Persönlichkeiten
- Jacques de Romas (1713–1776), französischer Physiker
- Jean-Frédéric Astié (1822–1894), französischer evangelischer Geistlicher und Theologe
- Zulma Bouffar (1841–1909), französische Soubrette
- Clément Armand Fallières (1841–1931), ab 1871 Bürgermeister in Nerac und später französischer Präsident von 1906 bis 1913
- Victor Griffuelhes (1874–1922), Gewerkschafter und Syndikalist
- François Darlan (1881–1942), französischer Admiral und Politiker
- Jean Couzy (1923–1958), französischer Bergsteiger
- Françoise Levie (* 1940), Filmproduzentin, -regisseurin und -autorin
- Michel Polnareff (* 1944), französischer Popmusiker
- Michel Périn (* 1947), Radrennfahrer

## Belege
1. ↑  Nérac auf annuaire-mairie.fr
2. ↑  Nérac auf insee.fr